# Randersacker
Randersacker é um município da Alemanha, situado no distrito de Würzburgo, no estado da Baviera. Tem 16,20 km² de área, e sua população em 2019 foi estimada em 3.402 habitantes.